# بويي كون
بويي كون (بالإنجليزية: Bowie Kuhn) هو محامي أمريكي، ولد في 28 أكتوبر 1926 في تاكوما بارك في الولايات المتحدة، وتوفي في 15 مارس 2007 في St. Vincent's Medical Center Southside ‏ في الولايات المتحدة.

## وصلات خارجية
- بويي كون على موقع قاعة مشاهير كرة القاعدة (الإنجليزية)

- بويي كون على موقع إن إن دي بي (الإنجليزية)